# クリオ (シエラレオネ)
クリオ（Krio）とは西アフリカのシエラレオネ共和国に住むクレオール人及びそのクレオール語の呼名である。
主に奴隷制度から解放された、解放奴隷の黒人の子孫で、さらにシエラレオネの先住部族や白人の混血も見られる。4万人から8万人のクリオ人がシエラレオネは首都フリータウンがあるフリータウン半島に住む。クリオ人はシエラレオネでは少数派だが西洋文化を身に付け、高い教育も受け、1961年に独立するまではシエラレオネの政治を支配してきたためエリートだった。地元民は1951年に政権を獲得した。
クリオは主に1787年から1808年の間にイギリスのグランビル・シャープを始めとする奴隷廃止主義者により、助けられて自由になった奴隷の黒人達の移住地としてシエラレオネにやって来た。最初の入植地として「自由の国」の意味するフリータウンを建設した事に始まる。最初はイギリスからやって来た解放奴隷やギニア湾沖でイギリス海軍により助けられた奴隷船のアフリカ人の奴隷で、後に北アメリカ（主にカナダなど）やジャマイカを始めとした、西インド諸島からシエラレオネにやって来る。クリオ人はそれらの解放奴隷の子孫である。また現在、フリータウンにてクリオ子孫連合（Krio Descendants Union）と言う団体が存在する。この団体はかつてアフリカから奴隷として連れて来られたアメリカやジャマイカなどカリブ地域の黒人達の子孫との結び付きを強め、彼らとの繋がりを意識しようとする事を目的に活動している。

## 主なクリオ出身者

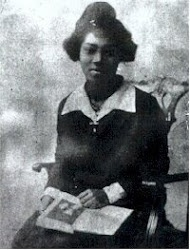
グラディス・ケイスリー＝ヘイフォード

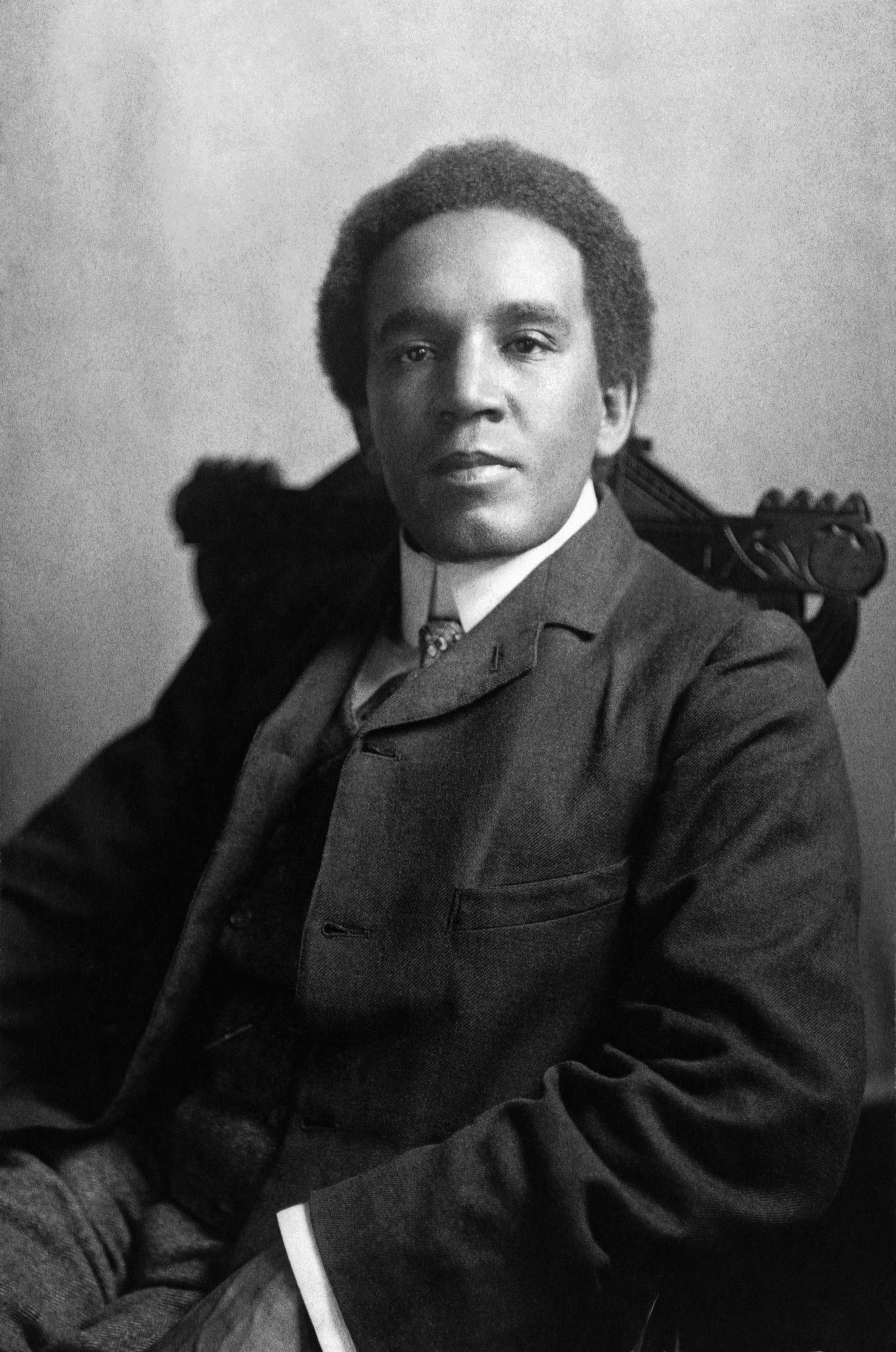
サミュエル・コールリッジ・テイラー

- フレデリック・マコーマック - 俳優。アメリカのドラマ「LOST」、「HEROES」や映画「ブラッド・ダイヤモンド」などに出演。
- グラディス・ケイスリー＝ヘイフォード（英語版）- クリオ人の女性教育者及び詩人。
- アンドリュー・ジャクソン＝スミス - 国家改革議会（NRC）の創設者及びNRCの元議長。
- ウィンスタンレー・バンコレ・ジョンソン - フリータウンの元市長（2004年-2008年）。
- ウォレス＝ジョンソン - 英領西アフリカで初めて労働組合を組織。
- クリストファー・オコロ・コール - シエラレオネの元大統領（1971年4月19日-1971年4月21日）。
- クリフォード・ネルソン・パイル - シエラレオネの国歌を作曲。言語学者、作家。
- クリスティーナ・ソープ - 2007年のシエラレオネ大統領選挙及び議会選の選挙管理委員会の委員長勤めた。
- サミュエル・ルイス - 初代フリータウン市長。
- サミュエル・コールリッジ＝テイラー - イギリス人作曲家。父がクリオ人、母がイギリス人。
- シリル・B・ロジャースライト - 統一シエラレオネ進歩党の創設者。
- ジョン・テーラー - イギリス植民地時代のシエラレオネの知事（1788年 - 1789年）。
- ジョン・ヘンリー・マラマー・トーマス - フリータウン元市長及びクリオの重要な役割を果たしてきた商人。
- ドクター・サジェイ - ヒップホップミュージシャン。
- デビッドソン・ニコル - 作家及び外交官を勤める。
- バレンタイン・ストラッサー - 元国家最高評議会議長。
- バンコール＝ブライト - シエラレオネ国民会議の創設者。
- チャールズ・D・B・キング - リベリアの第17代大統領。両親がクリオ人。
- ヘンリー・ジョサイア・ライトフット・ボストン - 政治家。
- ユニス・バーバー - シエラレオネのクリオ出身だがフランスの女子陸上選代表選手である。
- アハメド・ディーン - サッカー選手。マクルズフィールド・タウンFCに所属。
- オビー・メッガー - サッカー選手。 PP-70に所属。
- アルバート・ジャレット - サッカー選手。ジリンガムFCに所属。
- ロドニー・ストラッサー - ACミランに所属でプレーするサッカー選手。